# Біржан
Біржа́н (каз. Біржан) — село у складі Зайсанського району Східноказахстанської області Казахстану. Адміністративний центр Біржанського сільського округу.
Населення — 869 осіб (2021; 1075 у 2009, 1109 у 1999, 1252 у 1989).
Національний склад станом на 1989 рік:
- казахи — 100 %

До 1998 року село називалося Рожково.